# Baingoin
| Tibetische Bezeichnung                                            |
| ----------------------------------------------------------------- |
| Tibetische Schrift: དཔལ་མགོན་རྫོང                                    |
| Wylie-Transliteration: dpal mgon rdzong                           |
| Offizielle Transkription der VRCh: Baingoin                       |
| Andere Schreibweisen: Palgon, Pälgön, Pelgön, Pangon, Pengön etc. |
| Chinesische Bezeichnung                                           |
| Traditionell: 班戈縣                                              |
| Vereinfacht: 班戈县                                               |
| Pinyin:Bāngē Xiàn                                                 |

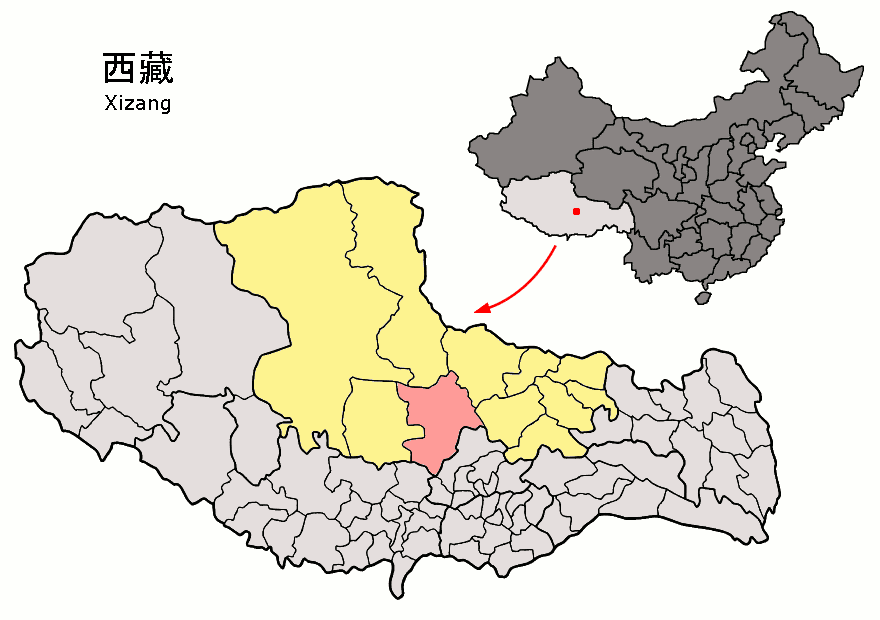
Lage von Baingoin (rosa) in Nagqu (gelb) innerhalb von Tibet (hellgrau)

Baingoin (tibetisch: དཔལ་མགོན་རྫོང, Umschrift nach Wylie: dpal mgon rdzong, auch: Pelgön) ist ein Kreis des Regierungsbezirks Nagqu im Autonomen Gebiet Tibet der Volksrepublik China.

## Administrative Gliederung
Auf Gemeindeebene setzt sich der Kreis aus vier Großgemeinden und sechs Gemeinden zusammen. Diese sind:
- Großgemeinde Pubul 普保镇
- Großgemeinde Qakyung 佳琼镇
- Großgemeinde Paila 北拉镇
- Großgemeinde Dêqên 德庆镇
- Gemeinde Maintang 门当乡
- Gemeinde Maqian 马前乡
- Gemeinde Qinglung 青龙乡
- Gemeinde Xênkyêr 新吉乡
- Gemeinde Boqê 保吉乡
- Gemeinde Nyima 尼玛乡

## Geographie und Klima
Baingoin hat eine Fläche von 28.397 km² und 39.309 Einwohner (Stand: Zensus 2020). Der Kreis liegt am Nam Co, dem größten Salzsee Tibets und dem zweitgrößten Salzsee Chinas (nach dem Qinghai-See).
Der Name des Kreises ist eine lautliche Annäherung an „Drangkhog“ – der Drangkhog (tib.: brang khog mtsho / Bāngē Cuò 班戈错) ist ein weiterer Salzsee in Baingoin. Er liegt auf 4.522 m Höhe und hat eine Fläche von 54 km².
Die Jahresdurchschnittstemperatur beträgt −2 °C, die Durchschnittstemperatur im Januar −11,3 °C, im Juli 8,3 °C.

## Bevölkerung und Nationalitäten
Im Jahr 1990 hatte Baingoin 26.392 Einwohner, davon 26.303 Tibeter (99,7 %) und 81 Han-Chinesen (0,3 %). 2000 war die Bevölkerung auf 32.287 Einwohner angewachsen.

### Ethnische Gliederung der Bevölkerung Baingoins (2000)
Beim Zensus im Jahr 2000 wurden in Baingoin 32.287 Einwohner gezählt.
| Name des Volkes | Einwohner | Anteil  |
| --------------- | --------- | ------- |
| Tibeter         | 32.133    | 99,52 % |
| Han             | 107       | 0,33 %  |
| Zhuang          | 11        | 0,03 %  |
| Mongolen        | 9         | 0,03 %  |
| Sonstige        | 27        | 0,08 %  |

## Wirtschaft
Die Viehzucht – Weidewirtschaft, vor allem an den Ufern der Seen – ist der wichtigste Wirtschaftszweig in Baingoin, doch es wird auch Gold gewaschen sowie Borax, Salz und Pottasche gewonnen.